# Maxime Dounaïevski
Maxime Isaakovitch Dounaïevski (en russe : Макси́м Исаа́кович Дунае́вский), né le 15 janvier 1945 à Moscou, en Union soviétique, est un compositeur soviétique et russe. Artiste du peuple de la fédération de Russie (2006).

## Biographie
Fils du compositeur Isaac Dounaïevski, Maxime Dounaievski étudie en classe de composition au Conservatoire Tchaïkovski de Moscou dont il sort diplômé en 1970. 
En 1969-1974, il est chef d'orchestre du Théâtre Vakhtangov, en 1974-1975, directeur artistique du Music-hall de Moscou, en 1985-1987, chef d'orchestre et directeur artistique de l'orchestre d’État de la RSFSR.
Il compose pour Mikhaïl Boyarski, Nikolai Karachentsov, Dmitri Kharatian, Lyoubov Ouspenskaïa, Tatiana Boulanova, Pavel Smeïan (ru) et collabore avec les paroliers comme Robert Rojdestvenski, Leonid Derbenyov (en), Naum Olev (en), Ilya Reznik (en). Il s'illustre également comme auteur de thèmes musicaux de plusieurs productions cinématographiques, dont la plupart sont joués par le groupe musical Festival qu'il a fondé en 1977, avec Mark Aizikovitch.
Il est président adjoint de la Guilde de compositeurs de la fédération de Russie, membre de l'Académie nationale des arts et des sciences cinématographiques de Russie et membre du conseil d'experts de la principale chaîne de télévision nationale de Russie Pierviy Kanal qui sélectionne les candidats du Concours Eurovision de la chanson. L'artiste dirige également la fondation caritative Isaak Dounaïevski.

## Musique de films
- 1978 : D'Artagnan et les Trois Mousquetaires (Д’Артаньян и три мушкетёра) de Gueorgui Jungwald-Khilkevitch
- 1983 : Le Fourgon vert (Зелёный фургон) d'Aleksander Pavlovski
- 1983 : Mary Poppins, au revoir (Мэри Поппинс, до свидания) de Leonid Kvinikhidze
- 1986 : À la recherche du capitaine Grant (В поисках капитана Гранта) de Stanislav Govoroukhine